# تلوث الهواء في ألمانيا
انخفضت نسبة تلوث الهواء في ألمانيا بشكل كبير خلال العقد الماضي. يتلوث الهواء بسبب النشاط البشري أو المصادر الطبيعية عند إطلاق المواد الضارة في الغلاف الجوي للأرض. اهتمت ألمانيا بتقليل انبعاثات الغازات الدفيئة من خلال التحول لاستعمال مصادر الطاقة المتجددة. ارتفع استخدام الطاقة المتجددة من 6.3٪ في عام 2000 إلى 34٪ في عام 2016. من خلال الانتقال إلى مصادر الطاقة المتجددة، أصبحت ألمانيا رائدة في سياسة تغير المناخ وقائدة في مجال الطاقة المتجددة في الاتحاد الأوروبي وفي العالم، وذلك من خلال التخطيط لبرامج تطمح لتغيير المناخ وتحسينه.
حصل الهدف الحالي للحكومة الألمانية على الموافقة في 14 نوفمبر 2016، في خطة العمل المناخية الألمانية 2050، والتي تحدد التدابير التي يمكن لألمانيا من خلالها تلبية انبعاثات غازات الدفيئة بحلول عام 2050. ترغب ألمانيا بحلول عام 2050 في تخفيض نسبة إنتاج غازات الدفيئة لديها، بنسبة تتراوح من 80 إلى 95 في المائة وتريد تخفيضها بحلول عام 2030، بنسبة 55 في المائة، مقارنة بهدف الاتحاد الأوروبي البالغ 40 في المائة. من أجل تحقيق هذه الأهداف، تُستخدم مجموعة متنوعة من الاستراتيجيات والسياسات بدلاً من التشريعات. تتمثل الاستراتيجيات الأربع التي تقوم عليها الحكومة الألمانية للسيطرة على تلوث الهواء، في وضع معايير للجودة البيئية، ومتطلبات خفض الانبعاثات وفقًا لأفضل التقنيات المتاحة، ولوائح الإنتاج، وتقليل الحد الأقصى المسموح به من الانبعاثات. من خلال هذه الاستراتيجيات، وُضعت القواعد الناظمة للسياسة العامة التي ساهمت في نجاح الحد من تلوث الهواء بشكل كبير في ألمانيا.
أدت سياسة التعريفة الألمانية في عام 2000، إلى زيادة كبيرة في استخدام الطاقة المتجددة وتقليل تلوث الهواء. قُدمت هذه الاستراتيجيات في ألمانيا لزيادة استخدام مصادر الطاقة المتجددة، مثل طاقة الرياح والكتلة الحيوية والطاقة الكهرومائية والطاقة الحرارية الأرضية والطاقة الكهروضوئية، ما يساهم في تقليل انبعاثات غازات الدفيئة التي تسبب تلوث الهواء، بالإضافة إلى مكافحة تغير المناخ. لقد كانت الحكومة الألمانية من بين الدول التي حددت أجندة المفاوضات الدولية المتعلقة بسياسة المناخ منذ أواخر الثمانينات. ومع ذلك، فقد أصبحت السياسات المناخية الوطنية والعالمية أولوية قصوى منذ تولي الحكومة الديمقراطية الاجتماعية المحافظة السلطة في عام 2005، ما دفع ألمانيا للتفاوض في ما يتعلق بالمناخات الأوروبية والدولية على حد سواء. على مدار العشرين عامًا الماضية، شهدت ألمانيا تطورًا وإيجابية فيما يتعلق بسياسات المناخ والطاقة، بالإضافة إلى تتبع مسار إيجابي وفريد للتغيير.
هناك ثلاثة محفزات رئيسية وضعت الألمان على هذا المسار الإيجابي ودفعتهم إلى أن يصبحوا قادة سياسة تغير المناخ في العالم. يعود السبب الأول إلى الأضرار الشائعة التي تلحق بصحة الإنسان، بسبب الضباب الدخاني وبسبب الأمطار الحمضية الناجمة عن تلوث الهواء. أما السبب الثاني، فهو صدمة أزمتي أسعار النفط، في عامي 1973 و 1979، والتي أبرزت مشكلة اعتماد الاقتصاد الألماني القوي على المصادر الأجنبية غير الموثوق منها. وأخيرًا السبب الثالث، القائم على المعارضة المتزايدة لاعتماد البلاد المتزايد على الطاقة النووية. بدأ يُنظر إلى تلوث الهواء على أنه مشكلة في ألمانيا بسبب هذه العوامل الثلاثة، ما دفع ألمانيا إلى وضع سياسات معينة للتحكم في تلوث الهواء. وقد تطورت ألمانيا الآن لتصبح رائدة في سياسات تغير المناخ بعدما كانت تُحاول التحكم في نسبة تلوث الهواء.

## تلوث الهواء
قد يتسبب تلوث الهواء في حدوث أمراض للإنسان أو ظهور أنواع من الحساسية، ويؤدي في الحالات الحرجة إلى الموت أيضًا. كما يسبب ضررًا للكائنات الحية الأخرى، مثل الحيوانات والمحاصيل، بالإضافة إلى تسببه في أضرار كثيرة للبيئة. يمكن أن يتلوث الهواء عن طريق النشاط البشري والعمليات الطبيعية.
تعريف ملوث الهواء: هو مادة في الهواء، يمكن أن يكون لها آثار ضارة على الإنسان والنظام البيئي.
تشمل الملوثات الرئيسية الأولى الناتجة عن النشاط البشري ما يلي:
- ثنائي أكسيد الكربون: أكثر أشكال انبعاثات الهواء التي يسببها الإنسان، وهو غاز منبعث من حرق الوقود الأحفوري.
- أكسيد الكبريت: ثاني أكسيد الكبريت بالتحديد. يُنتج عند احتراق الفحم والنفط.
- أكسيد النيتروجين: ثاني أكسيد النيتروجين بالتحديد. يُخرج عند ارتفاع درجة حرارة الاحتراق.
- أحادي أكسيد الكربون: منتج عن الاحتراق الغير كامل للوقود، مثل الغاز الطبيعي أو الفحم أو الخشب. يعد عادم السيارات مصدرًا رئيسيًا لإنتاج أحادي أكسيد الكربون.
- المركبات العضوية المتطايرة: تصنف إما ميثان أو غير ميثان. الميثان هو أحد غازات الدفيئة الفعالة للغاية والتي تساهم في زيادة ظاهرة الاحتباس الحراري.
- الأمونيا: ينبعث من العمليات الزراعية.

تشمل الملوثات الثانوية:
- الجسيمات الناتجة من الملوثات الغازية الأولية والمركبات في الضباب الدخاني الكيميائي الضوئي. الضباب الدخاني هو نوع من أنواع تلوث الهواء ويُنتج عند حرق كميات كبيرة من الفحم في منطقة ما، نتيجة مزج الدخان بثاني أكسيد الكبريت. لا يُنتج الضباب الدخاني الحديث عادة من الفحم، ولكن من انبعاثات المركبات والعربات والانبعاثات الصناعية التي تُعالج في الغلاف الجوي بواسطة الشمس عن طريق الأشعة فوق البنفسجية، لتكوين ملوثات ثانوية تتحد أيضًا مع الانبعاثات الأولية لتكوين ضباب كيميائي ضوئي.[8]
- الأوزون التروبوسفيري: يتكون من أكاسيد النيتروجين والمركبات العضوية المتطايرة. تُحدث تركيزات عالية بشكل غير طبيعي بسبب الأنشطة البشرية (معظمها بسبب احتراق الوقود الأحفوري)، وهو ملوث للهواء، ومكون للضباب الدخاني.[9]

## الجذور التاريخية لسياسات تلوث الهواء في ألمانيا
بدأت السياسات البيئية «الحديثة» في التطور في فترة الستينيات، مع تطور سياسات الولايات المتحدة واليابان والسويد، وإلى حد ما بريطانيا العظمى، بالإضافة إلى إنشاء مؤسسات وإجراءات وأدوات ومعايير وتقنيات بيئية جديدة. عن طريق التعلم من سياسات هذه البلدان، التحقت ألمانيا بهم بسرعة، وخاصة في مجال سياسة مكافحة تلوث الهواء.
إن أكبر محفزات التغيير هي:
الأضرار العديدة والمتنوعة على صحة الإنسان (الضباب الدخاني) وعلى الطبيعة (الأمطار الحمضية) الناجمة عن تلوث الهواء.
1. الصدمة الناجمة عن أزمتي أسعار النفط (1973 و1979)، التي أبرزت مشكلة ألمانيا في الاعتماد الاقتصادي الكبير على المصادر الأجنبية الغير موثوق فيها.
2. المعارضة المتزايدة لاعتماد البلاد المتزايد على الطاقة النووية.
3. شاركت المجموعات الخضراء في وقت مبكر من عام 1977، في انتخابات المجالس المحلية. قدمت في الانتخابات الأوروبية عام 1979، عدة مجموعات من هذا القبيل، مرشحين يحملون «العلامة الخضراء»، وجذبوا ما يقرب مليون صوت. أثناء صعود الحزب الأخضر، أثارت القضايا البيئية صراعات كبيرة وعنيفة. طُور منذ أواخر الثمانينات، أسلوب سياسة أكثر تعاونًا بين مختلف المجموعات والمؤسسات.[10]